# Xiloteca

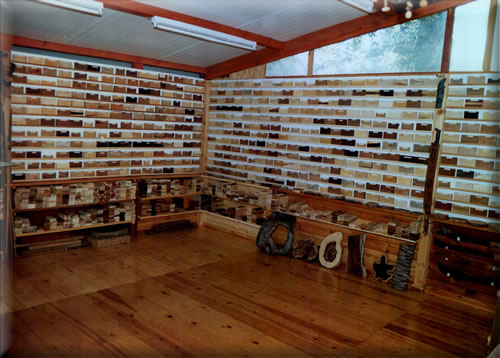
Xiloteca Manuel Soler a Dénia (País Valencià).

Una xiloteca (del grec xylon, fusta, i theke, lloc d'emmagatzemament) és una col·lecció de fustes (del grec xylos = fusta). És en les xiloteques on, en major o menor escala, està representada la flora d'un país, i també exemplars d'altres regions del món. Hi ha casos en què en compte de mostres solament hi ha representacions en dibuix. Van aparèixer a finals del segle xvii en els gabinets de curiositats, i van tenir auge durant els dos segles següents.
La xiloteca oficial amb major nombre de mostres és la Col·lecció Memorial Samuel James Record, de l'Escola Forestal de la Universitat Yale, New Haven (Connecticut, EUA) amb 60.000 espècimens.
La segona xiloteca en importància és la del Museu Reial d'Àfrica Central de Tervuren, Bèlgica, que el setembre de 2004 comptava amb 57.165 mostres.
Altres xiloteques importants són:
| Xiloteca                 | Mostres |
| ------------------------ | ------- |
| Bogor (Indonèsia)        | 33.000  |
| Kew (Anglaterra)         | 20.000  |
| Chicago (EUA)            | 18.000  |
| Melbourne (Austràlia)    | 17.000  |
| Dehra Dun (Índia)        | 15.000  |
| Laguna (Filipines)       | 11.000  |
| Sant Petersburg (Rússia) | 8.000   |
| Kepong (Malàisia)        | 7.000   |
| Mèxic                    | 6.000   |
| Costa Rica               | 6.000   |

Una xiloteca és necessària per conèixer el valor científic i econòmic de les fustes existents. Alhora, les seves mostres serveixen com a material d'estudi per a la xilotomia, propietats físiques i mecàniques de la fusta, durabilitat i conservació. L'existència de xiloteques té també aplicacions pràctiques immediates per a tots els que necessiten fer una anàlisi morfològica i visual de les fustes, com és el cas de tecnòlegs, personal especialitzat i usuaris de la fusta, així com en la indústria i el comerç d'aquesta matèria primera.
Per modesta que sigui una col·lecció de fustes, cadascuna de les seves mostres és un compendi o una monografia que tanca una vasta informació, sent de gran importància en museus, escoles i universitats, pel seu valor didàctic i docent.
És norma comuna i establerta que les xiloteques de diferents països s'intercanviïn mostres i informació, augmentant així els seus coneixements i la seva col·lecció.